# 東園站 (日本)
東園站（日语：／ Higashisono eki */?）是位於長崎縣諫早市多良見町東園，九州旅客鐵道（JR九州）的長崎本線（長與支線）車站。

## 車站構造
現時採用簡易車站模式，不設站房，入口設於小路盡頭，以斜道直接連接至月台部份。

### 月台
側式月台一座，過往作為信號場及車站初期，列車可以進行交匯，但由於後來遷移至現址，相關的交匯設施也都被廢止。
近入口部份設置了對應SUGOCA的簡易式出、入站感應器，也設有約10米的有蓋候車亭，設有一張候車長櫈及一部簡易式的自動售票機。出入口前設有1座投幣式電話亭。

## 歷史
- 1961年10月1日：日本國有鐵道東園信號場開業。
- 1966年10月1日：昇格為車站[1]。。
- 1987年4月1日：國鐵分割民營化，車站由九州旅客鐵道（JR九州）營運[2]。
- 2000年3月：車站向長崎一方遷移數十米，列車交匯設施取消。
- 2012年12月1日：可使用SUGOCA[3]。

## 使用狀況
2016年起，由於平均每日乘車人數未能達至JR九州首300位，因此並未有公佈實際的數字，亦未能達到能顯示於排行榜附表內的超過100人。
| 乘車人次變化 | 乘車人次變化 |
| 年度         | 1日平均人次  |
| ------------ | ------------ |
| 2000         | 94           |
| 2001         | 94           |
| 2002         | 88           |
| 2003         | 91           |
| 2004         | 92           |
| 2005         | 88           |
| 2006         | 96           |
| 2007         | 99           |
| 2008         | 96           |
| 2009         | 91           |
| 2010         | 92           |
| 2011         | 85           |
| 2012         | 84           |
| 2013         | 78           |
| 2014         | 73           |
| 2015         | 73           |
| 2016         | 69           |
| 2017起       | <100         |

## 相鄰車站
九州旅客鐵道（JR九州）
■長崎本線（長與支線）
喜喜津－東園－大草

## 外部連結
- JR九州東園站 （页面存档备份，存于）（日語）